# Émile Dacier
Émile Dacier est un bibliothécaire et historien de l'art français né le 4 avril 1876 à Orléans et mort le 28 juin 1952 à Paris 19e.

## Biographie

### Premières années
Après une scolarité à Blois, Émile Dacier entre à l'École nationale des chartes où il soutient une thèse intitulée Florimond Robertet, secrétaire du roi et trésorier de France (?-1527) et obtient le diplôme d'archiviste paléographe en 1898. Il profite de sa scolarité pour également suivre les cours d'Émile Molinier sur les arts appliqués à l'École du Louvre.

### Le bibliothécaire
Il prend un poste au département des imprimés de la Bibliothèque nationale de France, où il travaille de 1899 à 1926. À cette date, il est nommé conservateur adjoint, chef du service des entrées puis, après réorganisation, directeur du département des entrées. Il préside l'Association des bibliothécaires de France de 1930 à 1932.
En 1936, il est nommé inspecteur général des bibliothèques et des archives, en remplacement de Pol Neveux. Il part à la retraite en 1952.

### L'historien de l'art
Émile Dacier est le secrétaire de rédaction du Bulletin de l'art ancien et moderne (1899-1914) puis de la Revue de l’art ancien et moderne (1919-1927), où il publie un grand nombre de chroniques, notes et articles relevant aussi bien de l'art ancien que contemporain, notamment sur la gravure et la photographie.
Il devient en 1908 membre de la Société de l'histoire de l'art français, qu'il préside en 1926-1927 et dont il est nommé membre d'honneur en 1952.

## Publications
- Le musée de la Comédie-Française (1680-1905), Paris, Librairie de l'art ancien et moderne, 1905, prix Charles-Blanc de l’Académie française.
- Trésors de la Bibliothèque municipale de Bordeaux, burin original et illustrations en noir hors texte par Robert Cami, publié dans le cadre du deuxième centenaire de la Bibliothèque municipale de Bordeaux, Les Trésors des bibliothèques de France, Paris, 1936.
- La gravure française, Larousse, 1944[6].